# Вікі Бернер
Вікі Бернер (англ. Vicki Berner; 26 липня 1945 — 21 червня 2017) — колишня канадська тенісистка.
Найвищим досягненням на турнірах Великого шолома був чвертьфінал в змішаному парному розряді.

## Фінали Туру WTA

### Парний розряд (0-1)
| Результат | W/L | Дата     | Турнір           | Покриття | Партнерка       | Суперниці                   | Рахунок  |
| --------- | --- | -------- | ---------------- | -------- | --------------- | --------------------------- | -------- |
| Поразка   | 0–1 | Кві 1972 | Джексонвілл, США | Ґрунт    | Біллі Джин Кінг | Джуді Тегарт Карен Крантцке | 5–7, 4–6 |